# Theorica lamyra
Theorica lamyra är en fjärilsart som beskrevs av Edward Meyrick 1911. Theorica lamyra ingår i släktet Theorica och familjen vecklare. Inga underarter finns listade i Catalogue of Life.